# 下山門駅
下山門駅（しもやまとえき）は、福岡県福岡市西区下山門四丁目にある、九州旅客鉄道（JR九州）筑肥線の駅である。駅番号はJK02。
下山門地区に福岡市交通局（開業以前は福岡市高速鉄道建設局）が姪浜車両基地を建設する際に、地元から駅設置の要望が出され、車両基地に駅を設置する代わりに近接する筑肥線に福岡市の出費で新設された駅である。

## 歴史
- 1986年（昭和61年）7月20日：日本国有鉄道が開設。総工費3億8,300万円は福岡市が全額負担した[1]。業務委託駅[2]。
- 1987年（昭和62年）4月1日：国鉄分割民営化に伴い、九州旅客鉄道（JR九州）の駅となる[3]。
- 1999年（平成11年）12月18日：自動改札機を設置し、供用開始[4]。
- 2010年（平成22年）3月13日：ICカード「SUGOCA」の利用を開始[5]。
- 2021年（令和3年）3月13日：ホームドアの使用を開始[6]。
- 2022年（令和4年）3月11日：みどりの窓口の営業を終了[7]。

## 駅構造
6両編成が停車可能な長さ130 mの相対式ホーム2面2線を有する地上駅。互いのホームは跨線橋で連絡している。
JR九州サービスサポートが駅業務を行う業務委託駅である。自動改札機を備え、SUGOCAの使用が可能である。

### のりば
| のりば | 路線   | 方向 | 行先                 |
| ------ | ------ | ---- | -------------------- |
| 1      | 筑肥線 | 下り | 筑前前原方面         |
| 2      | 筑肥線 | 上り | 姪浜・天神・博多方面 |

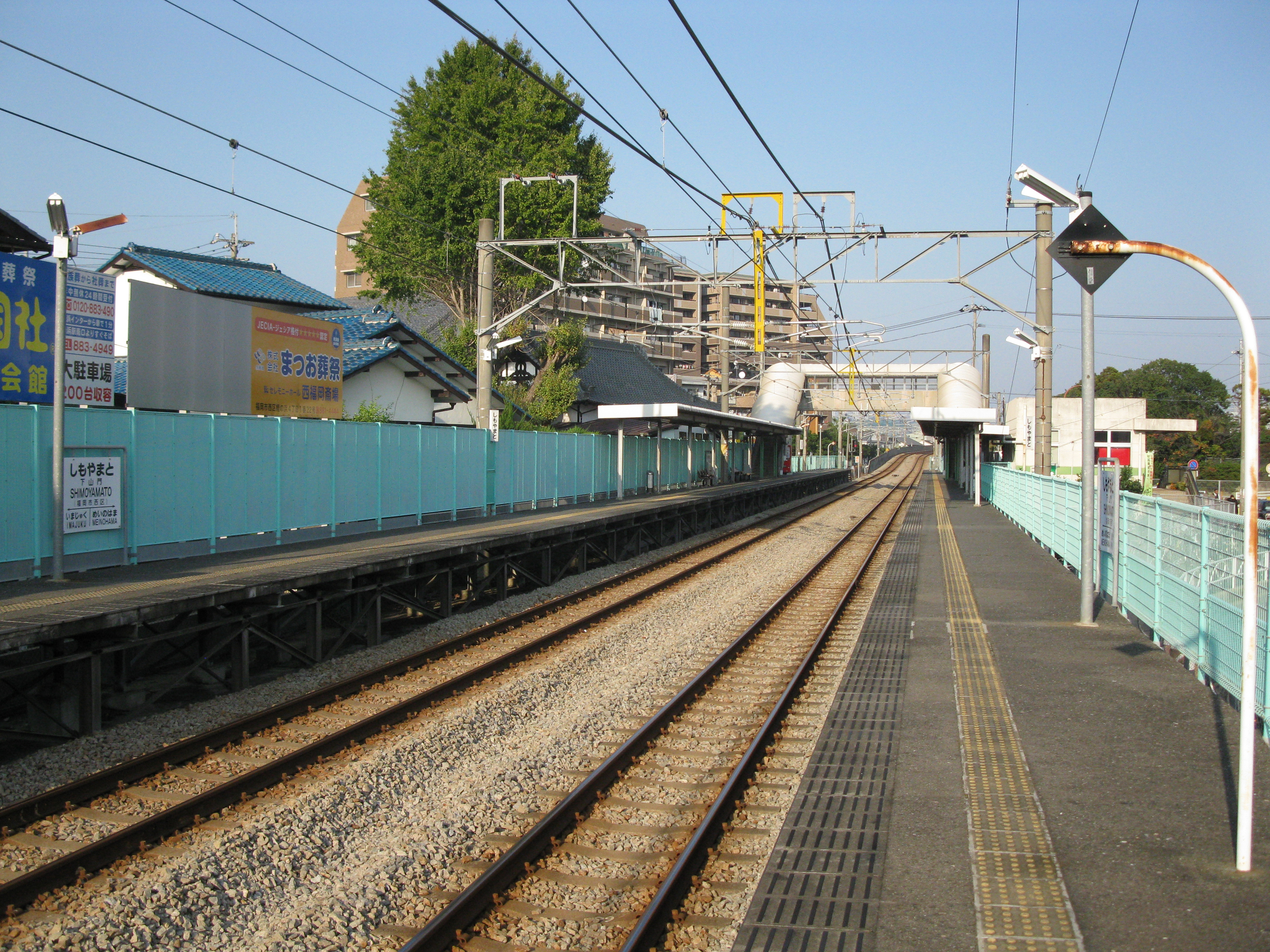
ホーム（2009年10月）

## 利用状況
2023年（令和5年）度の1日平均乗車人員は2,798人である。
JR九州及び糸島市統計白書によると、近年の1日平均乗車人員の推移は下記の通り。
| 年度   | 1日平均 乗車人員 | 出典   |
| ------ | ---------------- | ------ |
| 2005年 | 2,139            | [ 9 ]  |
| 2006年 | 2,243            | [ 9 ]  |
| 2007年 | 2,256            | [ 9 ]  |
| 2008年 | 2,271            | [ 9 ]  |
| 2009年 | 2,274            | [ 9 ]  |
| 2010年 | 2,340            | [ 9 ]  |
| 2011年 | 2,386            | [ 9 ]  |
| 2012年 | 2,374            | [ 9 ]  |
| 2013年 | 2,486            | [ 9 ]  |
| 2014年 | 2,586            | [ 9 ]  |
| 2015年 | 2,669            | [ 9 ]  |
| 2016年 | 2,670            | [ 10 ] |
| 2017年 | 2,763            | [ 11 ] |
| 2018年 | 2,851            | [ 12 ] |
| 2019年 | 2,897            | [ 13 ] |
| 2020年 | 2,388            | [ 14 ] |
| 2021年 | 2,474            | [ 15 ] |
| 2022年 | 2,658            | [ 16 ] |
| 2023年 | 2,798            | [ 8 ]  |

## 駅周辺
駅舎のある駅南側には下山門団地・城の原団地などの大規模な住宅団地や住宅地が広がっている。駅の真向かいにファミリーマートがあるほかは駅周囲に商業施設はなく、幹線道路からも離れており、閑静である。
- 福岡市交通局姪浜車両基地
- 元寇防塁跡
- 生の松原海水浴場
- 西鉄バス下山門駅入口バス停
- 福岡市立下山門中学校
- サニー 下山門店

## その他
当駅の所在地は福岡市であるが、筑肥線が姪浜駅までであり、福岡市内の他駅とJRだけでつながっていないため、旅客営業規則上の「福岡市内」の駅には含まれていない。なお、筑肥線が博多駅まであった時代には、筑肥線も博多駅 - 周船寺駅が「福岡市内」として扱われていたが、当駅は福岡市地下鉄との直通後に開業したため、「福岡市内」の駅であった時代を持たない。

## 隣の駅
九州旅客鉄道（JR九州）
 筑肥線
■快速（土休日）
通過
■快速（平日）・■普通
姪浜駅 (JK01) - 下山門駅 (JK02) - 今宿駅 (JK03)